# ニホンピローエース
ニホンピローエースは、1960年代後半に活躍した日本の競走馬。年齢表記は旧呼称とする。尚、すべてのレースに田所稔が騎乗した。尾花栗毛の逃げ馬と形容されていた。

## 経歴

### 現役時代
1963年3月25日、北海道浦河郡浦河町の辻牧場で誕生。日本ピローブロック製造のオーナー・小林保の所有馬となり。1965年、京都競馬場の小川佐助厩舎へ入厩する。
1965年10月23日の京都競馬場での3歳新馬戦（芝 1,100m）に出走、1分5秒06のレコードタイムで2着のリュウファーロスに1.5秒もの差をつけての圧勝であった。2戦目の条件特別戦でも再びリュウファーロスに勝利し、3戦目には阪神競馬場の重賞競走である阪神3歳ステークス（芝 1,600m）に出走、ここでもリュウファーロス、アポオンワードを下して重賞初制覇を果たす。尚、ニホンピローエースはこの阪神3歳ステークスの勝利が評価されて1965年度啓衆社賞最優秀3歳牡馬に選出された。
1966年、4歳になると正月競馬の平場オープン競走で勝ち星を上げ、クラシックレースに挑むべく東上、2月27日の弥生賞（東京競馬場、芝 1,600m）で1番人気に支持されるがタマシユウホウの前に2着、スプリングステークス（中山競馬場、芝 1,800m）ではシヨウグン、ナスノコトブキの後塵を拝して4着に敗れた。だが4月17日の皐月賞（中山 芝 2,000m）ではスタートダッシュが決まりハナに立つと道中澱みなく快走、第4コーナーを回って最後の直線でもスピードは衰えず、1番人気シヨウグンの追撃も抑えて1着となりタイトルを手にした。しかし皐月賞の後、NHK杯、東京優駿と人気になりながら5着、20着と敗れ、秋の京都杯、菊花賞でもいいところなく17着に敗れ去った。
1967年、5歳となると、平場オープン競走で2勝した後、5月21日の阪急杯（阪神競馬場、芝 1,900m）では1分54秒8のレコードタイムで勝利し、皐月賞以来の重賞勝ちを収めた。その後鳴尾記念2着と調子を取り戻したかに見えたが、8月の函館記念（函館競馬場）で直前に出走を取消して以後は休養を余儀なくされた。
1968年1月に京都、4月に阪神の平場オープン競走で2着、1着となり、4月29日の天皇賞（春）（京都）では好位先行のレース運びを見せ、第4コーナーで後ろに下がるも直線で粘って4着に入線した。そしてこのレースがニホンピローエースの現役最後のレースとなった。現役時代は1,600m以下のレースで6戦5勝と中距離競走に強い馬でもあった。

### 種牡馬時代
現役引退後のニホンピローエースは、種牡馬となり、その産駒からはスズホープ（1979年関屋記念1着）が現れている。しかし、内国産冷遇時代の当時は不遇の扱いを受け、静内から様似、門別、弟子屈と供用地が変わる。1982年6月10日に弟子屈の鈴木芳次牧場で死亡する。死因は不明。

## 競走成績
以下の内容は、netkeiba.comの情報に基づく。
| 競走日     | 競馬場 | 競走名          | 格      | 距離（馬場）  | 頭 数 | 枠 番 | 馬 番 | オッズ （人気） | 着順     | タイム   | 騎手    | 斤量 [kg] | 1着馬（2着馬）       |
| ---------- | ------ | --------------- | ------- | ------------- | ----- | ----- | ----- | --------------- | -------- | -------- | ------- | --------- | -------------------- |
| 1965.10.23 | 京都   | 3歳新馬         |         | 芝1100m（良） | 11    | 7     | 8     | 09.5（3人）     | 01着     | 1:05.6   | 0田所稔 | 52        | （リユウフアーロス） |
| 0000.11.23 | 京都   | 銀杏特別        | 100万下 | 芝1400m（良） | 11    | 7     | 8     | 01.9（1人）     | 01着     | 1:25.5   | 0田所稔 | 52        | （リユウフアーロス） |
| 0000.12.19 | 阪神   | 阪神3歳S        | OP      | 芝1600m（良） | 7     | 7     | 7     | 04.9（2人）     | 01着     | 1:38.2   | 0田所稔 | 52        | （アポオンワード）   |
| 1966.01.05 | 京都   | 4歳オープン     |         | 芝1400m（稍） | 7     | 6     | 6     | 01.3（1人）     | 01着     | 1:26.8   | 0田所稔 | 54        | （タニノヒカリ）     |
| 0000.02.27 | 東京   | 弥生賞          | OP      | ダ1600m（重） | 14    | 3     | 4     | 01.6（1人）     | 02着     | 1:40.0   | 0田所稔 | 55        | タマシユウホウ       |
| 0000.04.03 | 中山   | スプリングS     | OP      | 芝1800m（良） | 10    | 6     | 6     | 02.7（1人）     | 04着     | 1:54.7   | 0田所稔 | 55        | シヨウグン           |
| 0000.04.17 | 中山   | 皐月賞          | OP      | 芝2000m（稍） | 24    | 2     | 6     | 06.8（2人）     | 01着     | 2:07.6   | 0田所稔 | 57        | （シヨウグン）       |
| 0000.05.08 | 東京   | NHK盃           | OP      | 芝2000m（稍） | 19    | 6     | 13    | 08.6（2人）     | 05着     | 2:05.9   | 0田所稔 | 55        | ナスノコトブキ       |
| 0000.05.29 | 東京   | 東京優駿        | OP      | 芝2400m（良） | 28    | 7     | 23    | 07.3（2人）     | 20着     | 2:34.0   | 0田所稔 | 57        | テイトオー           |
| 0000.10.23 | 京都   | 京都盃          | OP      | 芝2000m（良） | 8     | 1     | 1     | 10.2（5人）     | 05着     | 2:02.8   | 0田所稔 | 57        | ハードイツト         |
| 0000.11.13 | 京都   | 菊花賞          | OP      | 芝3000m（稍） | 19    | 7     | 15    | 22.1（8人）     | 17着     | 3:11.6   | 0田所稔 | 57        | ナスノコトブキ       |
| 1967.01.14 | 京都   | 5歳以上オープン |         | 芝1900m（重） | 11    | 7     | 8     | 02.6（1人）     | 01着     | 2:00.1   | 0田所稔 | 56        | （エイトクラウン）   |
| 0000.01.22 | 京都   | 日本経済新春盃  | OP      | 芝2400m（良） | 16    | 5     | 9     | 04.4（1人）     | 09着     | 2:30.0   | 0田所稔 | 58        | タイクラナ           |
| 0000.02.18 | 京都   | 5歳以上オープン |         | 芝1600m（良） | 10    | 8     | 10    | 02.1（1人）     | 01着     | 1:37.6   | 0田所稔 | 57        | （ワカクモ）         |
| 0000.03.05 | 京都   | 京都記念        | OP      | 芝2200m（不） | 12    | 5     | 5     | 06.3（3人）     | 11着     | 2:24.0   | 0田所稔 | 58        | ヤマニリユウ         |
| 0000.03.26 | 阪神   | サンケイ大阪盃  | OP      | 芝1900m（良） | 12    | 8     | 12    | 16.9（5人）     | 03着     | 1:56.3   | 0田所稔 | 57        | リユウフアーロス     |
| 0000.04.22 | 京都   | 5歳以上オープン |         | 芝1600m（良） | 13    | 4     | 4     | 03.0（1人）     | 01着     | 1:35.7   | 0田所稔 | 56        | （ヤマニリユウ）     |
| 0000.05.07 | 京都   | スワンS         | OP      | 芝1800m（重） | 7     | 4     | 4     | 03.3（2人）     | 04着     | 1:52.9   | 0田所稔 | 57        | エプソム             |
| 0000.05.21 | 阪神   | 阪急盃          | OP      | 芝1900m（良） | 9     | 5     | 5     | 02.8（1人）     | 01着     | 1:54.8   | 0田所稔 | 56        | （ヤマニリユウ）     |
| 0000.06.04 | 阪神   | 鳴尾記念        | OP      | 芝2400m（良） | 8     | 4     | 4     | 05.9（2人）     | 02着     | 2:28.6   | 0田所稔 | 58        | アポオンワード       |
| 0000.07.16 | 函館   | 巴賞            | OP      | 芝1800m（良） | 7     | 1     | 1     | 02.4（1人）     | 04着     | 1:51.0   | 0田所稔 | 59        | メジロシンゲン       |
| 0000.08.06 | 函館   | 函館記念        | OP      | 芝2400m（良） | 5     | 5     | 5     | 出走取消        | 出走取消 | 出走取消 | 0田所稔 | 58        | リユウズキ           |
| 1968.01.06 | 京都   | 5歳以上オープン |         | 芝1900m（良） | 15    | 6     | 10    | 08.4（2人）     | 02着     | 1:56.5   | 0田所稔 | 57        | サトヒカル           |
| 0000.04.14 | 阪神   | 5歳以上オープン |         | 芝1900m（良） | 7     | 7     | 7     | 01.9（1人）     | 01着     | 1:57.7   | 0田所稔 | 57        | （チトセヒジリ）     |
| 0000.04.29 | 京都   | 天皇賞（春）    | OP      | 芝3200m（重） | 9     | 3     | 3     | 18.4（8人）     | 04着     | 3:28.3   | 0田所稔 | 58        | ヒカルタカイ         |

## 血統表
| ニホンピローエースの血統           | ニホンピローエースの血統     | ニホンピローエースの血統 | （血統表の出典）     | （血統表の出典） |
| 父 モンタヴァル Montaval 1953 鹿毛 | 父の父Norseman 1940 鹿毛     | Umidwar                  | Blandford            | Blandford        |
| 父 モンタヴァル Montaval 1953 鹿毛 | 父の父Norseman 1940 鹿毛     | Umidwar                  | Uganda               |                  |
| 父 モンタヴァル Montaval 1953 鹿毛 | 父の父Norseman 1940 鹿毛     | Tara                     | Teddy                | Teddy            |
| 父 モンタヴァル Montaval 1953 鹿毛 | 父の父Norseman 1940 鹿毛     | Tara                     | Jean Gow             |                  |
| 父 モンタヴァル Montaval 1953 鹿毛 | 父の母Ballynash              | Nasrullah                | Nearco               | Nearco           |
| 父 モンタヴァル Montaval 1953 鹿毛 | 父の母Ballynash              | Nasrullah                | Mumtaz Begum         |                  |
| 父 モンタヴァル Montaval 1953 鹿毛 | 父の母Ballynash              | Ballywellbroke           | Ballyferis           | Ballyferis       |
| 父 モンタヴァル Montaval 1953 鹿毛 | 父の母Ballynash              | Ballywellbroke           | The Beggar           |                  |
| 母 スズマサ 1950 鹿毛              | 母の父ミナミホマレ 1939 鹿毛 | *プリメロ                | Blandford            | Blandford        |
| 母 スズマサ 1950 鹿毛              | 母の父ミナミホマレ 1939 鹿毛 | *プリメロ                | Athasi               |                  |
| 母 スズマサ 1950 鹿毛              | 母の父ミナミホマレ 1939 鹿毛 | フロリスト               | ガロン               | ガロン           |
| 母 スズマサ 1950 鹿毛              | 母の父ミナミホマレ 1939 鹿毛 | フロリスト               | 第四フロリースカツプ |                  |
| 母 スズマサ 1950 鹿毛              | 母の母時孝                   | 月友                     | Man o'War            | Man o'War        |
| 母 スズマサ 1950 鹿毛              | 母の母時孝                   | 月友                     | 星友                 |                  |
| 母 スズマサ 1950 鹿毛              | 母の母時孝                   | 第参ソネラ               | ポリグノータス       | ポリグノータス   |
| 母 スズマサ 1950 鹿毛              | 母の母時孝                   | 第参ソネラ               | ソネラ               |                  |
| 出典                               | 1.                           | 1.                       | 1.                   | 1.               |